# Selección de fútbol sala de Guinea-Bisáu
La selección de fútbol sala de Guinea-Bisáu es el equipo que representa al país en la Copa Mundial de fútbol sala de la FIFA, en el Campeonato Africano de Futsal y en Futsal en los Juegos de la Lusofonía; u es controlado por la Federación de Fútbol de Guinea-Bisáu.

## Participaciones

### Copa Mundial
| FIFA Futsal World Cup Record | FIFA Futsal World Cup Record | FIFA Futsal World Cup Record | FIFA Futsal World Cup Record | FIFA Futsal World Cup Record | FIFA Futsal World Cup Record | FIFA Futsal World Cup Record | FIFA Futsal World Cup Record | FIFA Futsal World Cup Record |
| Año                          | Ronda                        | J                            | G                            | E                            | P                            | GF                           | GC                           | DIF                          |
| ---------------------------- | ---------------------------- | ---------------------------- | ---------------------------- | ---------------------------- | ---------------------------- | ---------------------------- | ---------------------------- | ---------------------------- |
| 1989                         | No participó                 | No participó                 | No participó                 | No participó                 | No participó                 | No participó                 | No participó                 | No participó                 |
| 1992                         | No participó                 | No participó                 | No participó                 | No participó                 | No participó                 | No participó                 | No participó                 | No participó                 |
| 1996                         | No participó                 | No participó                 | No participó                 | No participó                 | No participó                 | No participó                 | No participó                 | No participó                 |
| 2000                         | No participó                 | No participó                 | No participó                 | No participó                 | No participó                 | No participó                 | No participó                 | No participó                 |
| 2004                         | No clasificó                 | No clasificó                 | No clasificó                 | No clasificó                 | No clasificó                 | No clasificó                 | No clasificó                 | No clasificó                 |
| 2008                         | No participó                 | No participó                 | No participó                 | No participó                 | No participó                 | No participó                 | No participó                 | No participó                 |
| 2012                         | No clasificó                 | No clasificó                 | No clasificó                 | No clasificó                 | No clasificó                 | No clasificó                 | No clasificó                 | No clasificó                 |
| 2016                         | No participó                 | No participó                 | No participó                 | No participó                 | No participó                 | No participó                 | No participó                 | No participó                 |
| Total                        | 0/8                          | -                            | -                            | -                            | -                            | -                            | -                            | -                            |

### Campeonato Africano
| African Championship Record | African Championship Record | African Championship Record | African Championship Record | African Championship Record | African Championship Record | African Championship Record | African Championship Record |
| Año                         | Ronda                       | J                           | G                           | E                           | P                           | GF                          | GC                          |
| --------------------------- | --------------------------- | --------------------------- | --------------------------- | --------------------------- | --------------------------- | --------------------------- | --------------------------- |
| 1996                        | No participó                | No participó                | No participó                | No participó                | No participó                | No participó                | No participó                |
| 2000                        | No participó                | No participó                | No participó                | No participó                | No participó                | No participó                | No participó                |
| 2004                        | Abandonó el torneo          | Abandonó el torneo          | Abandonó el torneo          | Abandonó el torneo          | Abandonó el torneo          | Abandonó el torneo          | Abandonó el torneo          |
| 2008                        | No participó                | No participó                | No participó                | No participó                | No participó                | No participó                | No participó                |
| 2011                        | Cancelado                   | Cancelado                   | Cancelado                   | Cancelado                   | Cancelado                   | Cancelado                   | Cancelado                   |
| 2016                        | No participó                | No participó                | No participó                | No participó                | No participó                | No participó                | No participó                |
| Total                       | 1/5                         | 4                           | 2                           | 1                           | 1                           | 21                          | 16                          |

### Juegos de la Lusofonía
| African Championship Record | African Championship Record | African Championship Record | African Championship Record | African Championship Record | African Championship Record | African Championship Record | African Championship Record |
| Año                         | Ronda                       | J                           | G                           | E                           | P                           | GF                          | GC                          |
| --------------------------- | --------------------------- | --------------------------- | --------------------------- | --------------------------- | --------------------------- | --------------------------- | --------------------------- |
| 2006                        | No participó                | No participó                | No participó                | No participó                | No participó                | No participó                | No participó                |
| 2009                        | 4º Lugar                    | 4                           | 1                           | 0                           | 3                           | 7                           | 26                          |
| Total                       | 1/2                         | 4                           | 1                           | 0                           | 3                           | 7                           | 26                          |